# Sedalia (Missouri)
Sedalia è una città degli Stati Uniti d'America, nella Contea di Pettis, nello stato del Missouri.
Si estende su un'area di 31 km² e, al censimento del 2000, la sua popolazione risultava di 20 339 abitanti. Secondo la stima dello United States Census Bureau, nel 2006 la popolazione era salita a 20 669.
Sedalia è sede della Fiera dello Stato del Missouri e dello Scott Joplin Ragtime Festival.

## Amministrazione

### Gemellaggi
- Jászberény,  Ungheria